# Talocan
Talocan ou Talucan, também referida como Taloqan, é uma cidade do Afeganistão, capital da província de Takhar.